# 世界の競馬
世界の競馬（せかいのけいば）は、かつてNHK BS1で放送されていた海外競馬を録画中継するテレビ番組。不定期に放送されており放送時間は30分であった。

## 番組概要
1993年4月4日に放送開始。番組はアメリカ・イギリスの3歳クラシック競走（ケンタッキーダービー、イギリスダービーなど）と、古馬による欧米の主要な国際競走（凱旋門賞、ブリーダーズカップなど）を中心に録画実況している。また近年になって発展を遂げているアジア各国の競馬の主要競走であるドバイワールドカップミーティングや香港国際競走を放映することもある。実況は主にNHKのアナウンサーが担当しているが、フリーアナウンサーの土居壮が担当する場合もある。
競走が施行された直後の週に放映されその後も何度か再放送も行なわれるが、放送日や放送時間が不定のため番組表や放送局のホームページ等での確認が必要である。
2008年度まではアナログ・デジタル共に画面アスペクト比4:3で放送されていたが、2009年度からはハイビジョン制作に移行し、デジタル放送では16:9のワイド画面での放送となった。ただし、資料映像など一部では16:9に対応していないものがあるため、その場合は両サイドにタイトルをデザインしたアクセントを入れる場合がある。
2009年から番組の体裁を大幅に見直し、従来のレース実況・解説とは別に、元日本中央競馬会騎手で、現在同会アドバイザーとして活躍する岡部幸雄がそのレースについて、元騎手の視点で見た分析を加えて話す「岡部幸雄のMaster's Eye（マスターズ・アイ）」のコーナーが放送されている。2011年初回からは新装開店ということで、2010年度までは顔出しがない解説者・アナウンサー（このときの出演は合田直弘と白崎義彦）が登場し、これまで別撮りであった岡部もスタジオに参戦し、その場で「Master's Eye」を行うようになった。
2015年12月22日、香港国際競走の放送をもって放送終了した。

## 放送する主なレース
- ドバイワールドカップミーティング
- ケンタッキーダービー
- イギリスダービー
- アイリッシュダービー
- ロイヤルアスコット開催
- キングジョージ6世&クイーンエリザベスステークス
- アイリッシュチャンピオンステークス
- 凱旋門賞
- ブリーダーズカップ
- 香港国際競走

なお、日本馬が海外の競走に出走した際にはそのレースが放送される。

## 出演者

### 司会
- ウエンツ瑛士（2011年4月 - 2015年12月）
- 山田さつき（2012年4月 - 2015年12月）

#### 過去の司会者
- 相川梨絵（2007年 - 2009年3月）
- 梅垣博子
- 川原みなみ
- 栗原由佳（2004年・2006年）
- 谷原章介（2002年4月 - 2005年3月）
- 津島亜由子（2005年）
- 蛍原徹（雨上がり決死隊）（2005年4月 - 2008年）
- さがゆりこ（2009年4月 - 2010年）

### 解説者
- 奥野庸介
- 岡部幸雄（岡部幸雄Master's Eyeのコーナーを担当、2009年4月 - 2015年12月）
- 合田直弘（以前は司会を担当していた）

### 実況アナウンサー
- 岩佐英治
- 福澤浩行
- 白崎義彦
- 刈屋富士雄
- 土居壮（フリー。不定期）

## 備考
1999年10月3日に施行された第78回凱旋門賞には日本調教馬のエルコンドルパサーが出走していたこともあり生中継で放送された（実況は藤井康生が担当）。また当日に施行されたアベイ・ド・ロンシャン賞には同じく日本調教馬アグネスワールドが出走していたが、こちらは番組内で録画中継された。
また2006年10月1日の第85回凱旋門賞には日本調教馬のディープインパクトが出走することもあり、10月2日0時台（日本時間）にBSと地上波総合テレビでサイマル同時中継が行われた（実況は三浦拓実が担当）。